# Cybersix
Cybersix è un fumetto di fantascienza creato nel 1991 dagli autori argentini Carlos Meglia (disegno) e Carlos Trillo (sceneggiatura).

## Trama
Cybersix nasce dagli esperimenti genetici del terribile dottor Von Reichter, ex scienziato nazista, ed è l'unica superstite dei bambini della serie cyber, distrutta dal suo creatore perché capace di un pensiero autonomo e di disobbedire. 
Rifugiatasi a Meridiana sotto la falsa identità del professore Adrian Seidelman, per sopravvivere è costretta di tanto in tanto a nutrirsi della sostanza che alimenta le creature di Von Reichter. Ha avuto un figlio da Lucas Amato, giornalista appassionato di genetica e alleato nella lotta contro il folle antagonista; figlio che le è stato rapito da Von Reichter che ha creato anche un clone che considera suo figlio: si tratta di Joseph, adulto nel corpo di un ragazzino, dal carattere dispotico, sadico e isterico. Von Reichter gli ha affidato la missione di distruggere Cybersix poiché ella rappresenta un ostacolo per i suoi progetti. Joseph però detesta il padre-creatore e cerca in ogni modo di ucciderlo per prenderne il posto. 
Cybersix deve difendere Meridiana e le persone a lei care dai biechi piani di Von Reichter e di suo figlio. È aiutata nel compito da Lucas Amato, dal ragazzino di strada Julian e da Data 7, una pantera a cui Von Reichter ha trapiantato il cervello di un bambino della serie cyber. Von Reichter crea un mostro che ha la capacità di far esplodere tutto quello con cui viene a contatto e Cybersix con Data 7 si dirigono nella base del nemico decisi a distruggerlo una volta per tutte. Nel frattempo Joseph, approfittando della potenzialità distruttiva della nuova creazione del padre, fa cambiare direzione al mostro e gli ordina di distruggere il laboratorio. Cybersix e Data 7 penetrano nel laboratorio e Von Reichter rimane ucciso mentre fugge. Poi il laboratorio esplode causando la morte di Cybersix e Data 7. Tempo dopo, Lucas Amato scopre che Cybersix è ancora viva.
La storia raggiunge una conclusione quando il sempre più folle von Reichter decide di ottenere dei cloni partendo da reliquie sacre. Il risultato è diverso da quanto attendeva, ed è cosciente di quanto è accaduto: distrugge il laboratorio di von Reichter, la sua succursale Meridiana e riporta a Cybersix suo figlio, insieme alla formula per ricreare la "sostanza".

Titoli degli albi:
01. Fantastica creatura della notte
02. I Presidenti preferiscono le bionde
03. Veleno nel sangue
04. Meridiana Blues
05. Angeli e Dannati
06. La forza del ricordo
07. L’eroe e la vittima
08. Fratello Moon
09. Che fine ha fatto Frank Rabitti?
10. Grogro
11. Favola nera
12. La controfigura e la morte
13. Requiem per Adrian
14. La verità è sempre doppia
15. Un mago a Meridiana
16. La chimera e la vita
17. La belva nell’anima
18. Addio, Adrian
19. Nel nome del figlio
20. Piccoli tiranni
21. La cosa
22. Tutti gli inferni del mondo
23. La miglior vendetta è l’odio
24. Un erede per Von Reichter
25. Vita per vita
26. Odio, paura, dolore
27. L’ultima speranza
28. La capitale dell’inferno
29. Un pezzo di notte
30. Bella senz’anima
31. Un vendicatore per amico
32. Un figlio di nome Gengis
33. Juliet e Gengis
34. Lotta infinita
35. Il ritorno di Lucas
36. Il futuro è adesso
37. Notti selvagge
38. Un crisantemo per Meridiana
39. La notte della violenza
40. La madre del mostro
41. Notte su Meridiana
42. Tra la vita e la morte
43. Quei peccati capitali
44. Chimera
45. Sfida Finale

## Storia editoriale
Nel 1991, su incarico della casa editrice italiana Eura Editoriale, Carlos Trillo ideò la serie che verrà poi disegnata da Carlos Meglia. La serie esordì nel 1992 sul n. 22 di Skorpio e la pubblicazione continuò fino al n. 18 del 1996 per un totale di 117 capitoli autoconclusivi. I primi 24 episodi settimanali vennero successivamente raccolti in volumi allegati alle pubblicazioni dell''editore.
Il notevole successo di pubblico ed in particolar modo le migliaia di lettere che arrivavano in redazione, spinsero la casa editrice a dedicare a questo personaggio un mensile tutto suo che esordirà nel novembre del 1993 e venne pubblicato per cinque anni per 45 albi, mentre le dimensioni del fumetto vennero ridotte un paio di volte per affrontare il problema degli aumenti del costo della carta, che colpì il mercato verso la fine degli anni novanta. Nonostante i tentativi di ridurre i costi e di mantenere il prodotto di alta qualità, nel gennaio del 1999 l'Eura Editoriale terminò la pubblicazione della serie, con un ultimo numero non conclusivo. Alle origini della scelta vi erano probabilmente dei contrasti nati tra la casa editrice e gli autori argentini. Negli anni successivi al 1999 le pubblicazioni mensili vennero allegate a puntate sui settimanali del gruppi. Vennero pubblicate anche sei raccolte di tre albi ciascuna con copertina-raccoglitore ed un secondo tentativo di raccolta, di grande formato, limitato al primo numero.

### Edizione spagnola
In Argentina, Cybersix apparve per la prima volta nell'aprile del 1993 nel n. 33 della rivista Puertitas. In questo e nei due numeri successivi vennero inseriti gli episodi introduttivi della serie italiana.
Nel giugno del 1994 venne pubblicato un fumetto interamente dedicato al personaggio: una miniserie a colori di tre numeri intitolato La ciudad de los monstruos ("La città dei mostri").
I tre albi vennero successivamente riediti in un unico volume con il titolo El libro de la bestia ("Il libro della bestia"). Durante la pubblicazione il colore venne applicato in un secondo tempo tramite computer, dal momento che il fumetto nelle edizioni originarie italiane era in bianco e nero.
Nel gennaio del 1995 uscirono degli speciali con i seguenti titoli: Meridiana Blues, Il libro de la bestia, Secuestro en Meridiana (con la collaborazione di Felix Saborido) e Chip woman (con la collaborazione di Eduardo Risso).
Tutte le edizioni erano di El Globo Editor, sotto il marchio Meridiana Comics.
A partire dal marzo 1995 degli episodi di 12 pagine vennero stampati sulla rivista mensile Comiqueando, dal numero 10 al numero 19.
In quello stesso periodo la Planeta De Agostini cercò di portare la serie in Spagna pubblicando degli albi speciali, ma il tentativo naufragò dopo pochi numeri.

### Edizione francese
Cybersix venne tradotta in lingua francese ed edita in area francofona (Canada e Francia) dalla casa editrice Vents d'Ouest nel novembre del 1994.
La serie venne pubblicata in albi di grandi dimensioni a cadenza quasi trimestrale fino al settembre 1998, per un totale di 12 fumetti in bianco e nero. In ogni albo erano presenti 2 storie dell'equivalente edizione italiana (circa 190 pagine), ma a differenza dell'Eura Editoriale, la casa editrice francese privò i lettori di un numero finale concludendo la serie subito dopo la nascita del figlio di Cybersix, probabilmente progettando di riprendere in seguito la pubblicazione.
Anche in questo caso le ragioni della prematura chiusura sono legate ai contrasti tra gli autori del fumetto e gli editori.

## Altri media

### Serie TV a cartoni animati
Verso il 2000 venne realizzata una serie a cartoni animati basata sul personaggio di Cybersix. Per esigenze commerciali, dalla sceneggiatura vennero in gran parte eliminati i tratti violenti ed erotici che caratterizzavano il personaggio. Scompaiono il sangue, gli omicidi, le allusioni sessuali e vampiriche della protagonista (la sostanza non viene più succhiata dalle vittime).
La serie venne cancellata dopo la prima stagione (13 episodi). Questa versione ha reso Cybersix molto popolare, ma il personaggio e la storia risultano in parte snaturati.

#### Episodi della serie
1. Mysterious Shadow
2. Data-7 And Julian
3. Terra
4. Yashimoto, Private Eye
5. Lori Is Missing
6. Blue Birds Of Horror
7. Brainwashed
8. Gone With The Wings
9. Full Moon Fascination
10. The Eye
11. Daylight Devil
12. The Greatest Show In Meridiana
13. The Final Confrontation